# محافظ صفحه نمایش

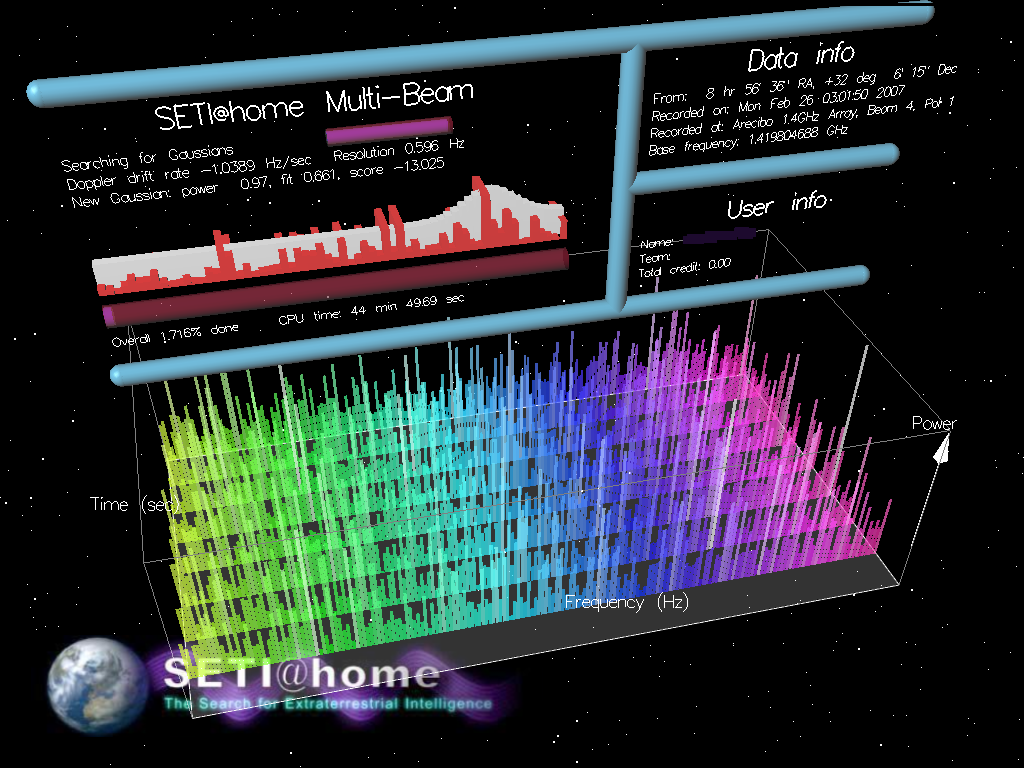
محافظ صفحه نمایش ستی در خانه

محافظ صفحهٔ نمایش (به انگلیسی: Screensaver) یک برنامهٔ رایانه‌ای است که در زمانی که دستگاه برای مدت معینی در حالت بیکار است، یک صفحه‌ی خالی یا تصاویر و الگوهای متحرکی را روی صفحه نمایش می‌دهد. محافظ‌های صفحه در ابتدا به منظور جلوگیری از سوختگی صفحه‌نمایش‌های سی‌آرتی یا پلاسما ایجاد شده بودند.